# Studentafton
Studentafton är ett politiskt och religiöst oberoende forum för samtal och debatt vid Akademiska Föreningen i Lund. Studentaftontraditionen i Lund startades 1905 och sedan dess arrangeras studentaftnar vid Akademiska Föreningen. Studentaftons huvudsakliga uppgift är att värna yttrandefriheten. I över hundra år har Studentaftonutskottet bjudit in musiker, nobelpristagare, politiker, författare, kungligheter, forskare, journalister, debattörer, regissörer, företagsledare och konstnärer att framträda inför Lunds studenter.
Sedan bildandet år 1905 har talarkvällarna speglat samtiden. Politiska förändringar, ekonomiska spörsmål och kulturella företeelser har alla adresserats av prominenta gäster från Studentaftons talarstol. Föreningen kallas därför kommit att kallas "Sveriges friaste talarstol". Över 1 500 aftnar har anordnats genom åren.
Studentafton är fristående från Lunds universitet.

## Upplägg
En klassisk studentafton inleds med att gästen håller ett anförande, varefter publiken ges tillfälle att ställa frågor. Studentaftnarna kan dock vara varierande i sin karaktär och konserter, debatter, seminarier, vinprovningar, stand-up och modevisningar förekommer. Studentaftons viktigaste uppgift är att värna det fria ordet samt att vara ett forum för samtal och debatt. 
I oktober 2014 lanserades studentaftnarnas egen podcast, Studentaftonpodden, där samtliga aftnar klipps ner till en kortare version och görs tillgänglig för allmänheten. Sedan februari 2018 publiceras inspelade studentaftnar istället under det nya podcastnamnet, bara Studentafton.

## Tidigare gäster
Genom åren har en lång rad berömdheter talat eller uppträtt på studentaftnar i Lund. Gästerna har varit framstående personer inom sina respektive områden. Det har varit politiker, kungligheter, kulturpersonligheter, musiker, författare, opinionsbildare och överbefälhavare. 

### Politiker och kungligheter
Samtliga svenska statsministrar sedan Per Albin Hansson samt vidare F.W. de Klerk, Tarja Halonen, drottning Silvia, drottning Margrethe II av Danmark, Alar Karis, Pierre Mendès France och Bruno Kreisky. Övriga politiker som gästat är Dag Hammarskjöld, Hjalmar Branting, Cecilia Malmström, Östen Undén och Pierre Schori.
Politiker i egenskap av partiledare är Bengt Westerberg, Alf Svensson, Mona Sahlin, Ebba Busch, Annie Lööf och Märta Stenevi. 
Även internationella besök av Ingrid Betancourt, Henry Kissinger, Willy Brandt och Frankrikes president Emmanuel Macron.

### Kulturpersonligheter
En rad kulturpersonligheter har gästat, bland andra filmregissörerna Ingmar Bergman, Jaques Tati, Ruben Östlund och Roger Vadim. 
Bland övriga kulturpersonligheter som gästat en studentafton märks Gösta Ekman, Stikkan Andersson, Sven-Bertil Taube, Stig Järrel, Povel Ramel, Hans "Hasse" Alfredson och Tage Danielsson.

### Musiker
Historiskt har internationella världskändisar gästat Studentafton i Lund. Besök bland annat av Jimi Hendrix, Pink Floyd, Louis Armstrong, Ella Fitzgerald, Dizzy Gillespie, Frank Zappa, Ray Charles, Muddy Waters och Miriam Makeba. Från Sverige besök av Monica Zetterlund, Evert Taube, Alice Babs och Georg Riedel. 

### Författare
Litteraturen har haft sin plats på Studentaftons scen. Historiskt har Studentafton gästats av prominenta författare. Ett axplock av författare och lyriker som gästat är John le Carré, Verner von Heidenstam, Albert Engström, Hjalmar Gullberg, Vilhelm Moberg, Frithiof Nilsson-Piraten, Eyvind Johnson, Sven Stolpe, Tomas Tranströmer, Tove Jansson, Harry Martinson, Olof Lagercrantz, P.O. Enquist och Jan Guillou. 

### Opinionsbildare
Kontroversiella talare och opinionsbildare har genom åren gästat, exempelvis Leni Riefenstahl, Edward Snowden, Albert Speer, Bobby Seale, Pussy Riot, Günter Wallraff och Jesse Jackson.

### Överbefälhavare
Överbefälhavare Helge Jung gästade Studentafton 1949. Det var en period som präglades av världskrigen, inte minst det andra. Han pratade under rubriken frihetens värde och frihetens värn. Efter Helge Jungs besök har flertalet svenska överbefälhavare gästat Studentafton för en s.k. "ÖB-afton"; Nils Swedlund, Stig Synnergren, Lennart Ljung och Bengt Gustavsson. Senaste ÖB-aftonen genomfördes år 2016 med överbefälhavare Micael Bydén.

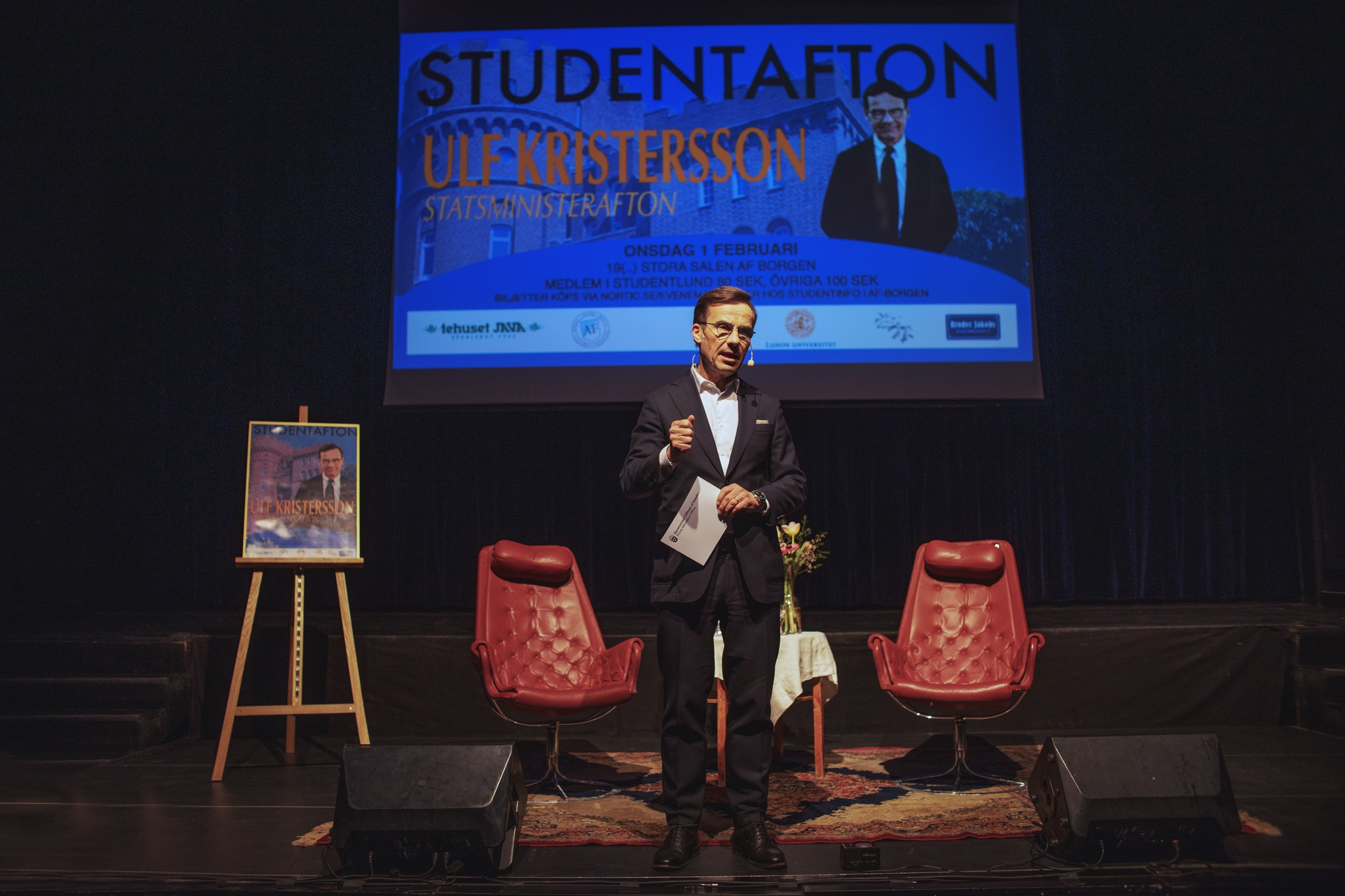
Statsministerafton med Ulf Kristersson 2023.

## Statsministerafton
Tage Erlander skapade konceptet "Statsministerafton" 1956 och besökte därefter Studentafton 19 gånger. Sedan dess har Sveriges samtliga statsministrar besökt en Statsministerafton minst en gång under sin ämbetsperiod. Statsministrarna Per Albin Hansson, Tage Erlander, Olof Palme, Thorbjörn Fälldin, Ola Ullsten, Ingvar Carlsson, Carl Bildt, Göran Persson, Fredrik Reinfeldt, Stefan Löfven, Magdalena Andersson och nu sittande Ulf Kristersson har alla genomfört en Statsministerafton. 
Tage Erlander skrev i sina memoarer att "Jag förberedde mig mycket noggrant till dessa årligen återkommande Studentaftnar, mera än till någon av de stora riksdagsdebatterna" och Göran Persson sa i dokumentären om Studentafton If there is such a place - en film om Studentafton i Lund att "En sån ritual som bär politiken är till exempel finansministerns budgetpromenad från Rosenbad över till riksdagshuset, det kan vara Studentaftnarna i Lund och det kan vara till exempel Riksdagens högtidliga öppnande"[26]. 
Den senaste Statsministeraftonen hölls den 1 februari 2023 då Ulf Kristersson var gäst.

## Historiska förmän
Mellan åren 1905 och 1953 leddes verksamheten av Studentafton av Akademiska föreningens studentkårsordförande. Sedan 1953 har förmän för Studentaftonutskottet lett det operationella arbetet och sedan 1970 är förmannen också ordförande för Studentaftonutskottet. 

## Hedersledamöter
En särskilt betydande talare som gästat en studentafton utnämns till Studentaftons hedersledamot. Denna utmärkelse instiftades 2005 i samband med Studentaftons 100-årsjubileum. Den tilldelas svenska och utländska medborgare för särskilda förtjänster för Studentafton. För närvarande har 12 personer erhållit utmärkelsen "Studentaftons hedersledamot". Dessa är:

### 2005
- Statsminister Göran Persson
- Drottning Margrethe II av Danmark
- Förre statsministern Ingvar Carlsson

### 2006
- Skådespelare Hans "Hasse" Alfredson
- Rector Magnificus emeritus Håkan Westling

### 2007
- Astronaut Christer Fuglesang

### 2008
- Förman emeritus Oscar Edlund

### 2009
- Förre ordföranden i Internationella atomenergiorganet Hans Blix
- Musikprofilen Eric Owers

### 2017
- Förre vice generalsekreterare i FN Jan Eliasson

### 2019
- Författare Lotte Möller

### 2023
- Förre statsministern Carl Bildt